# Station Boissy-Saint-Léger

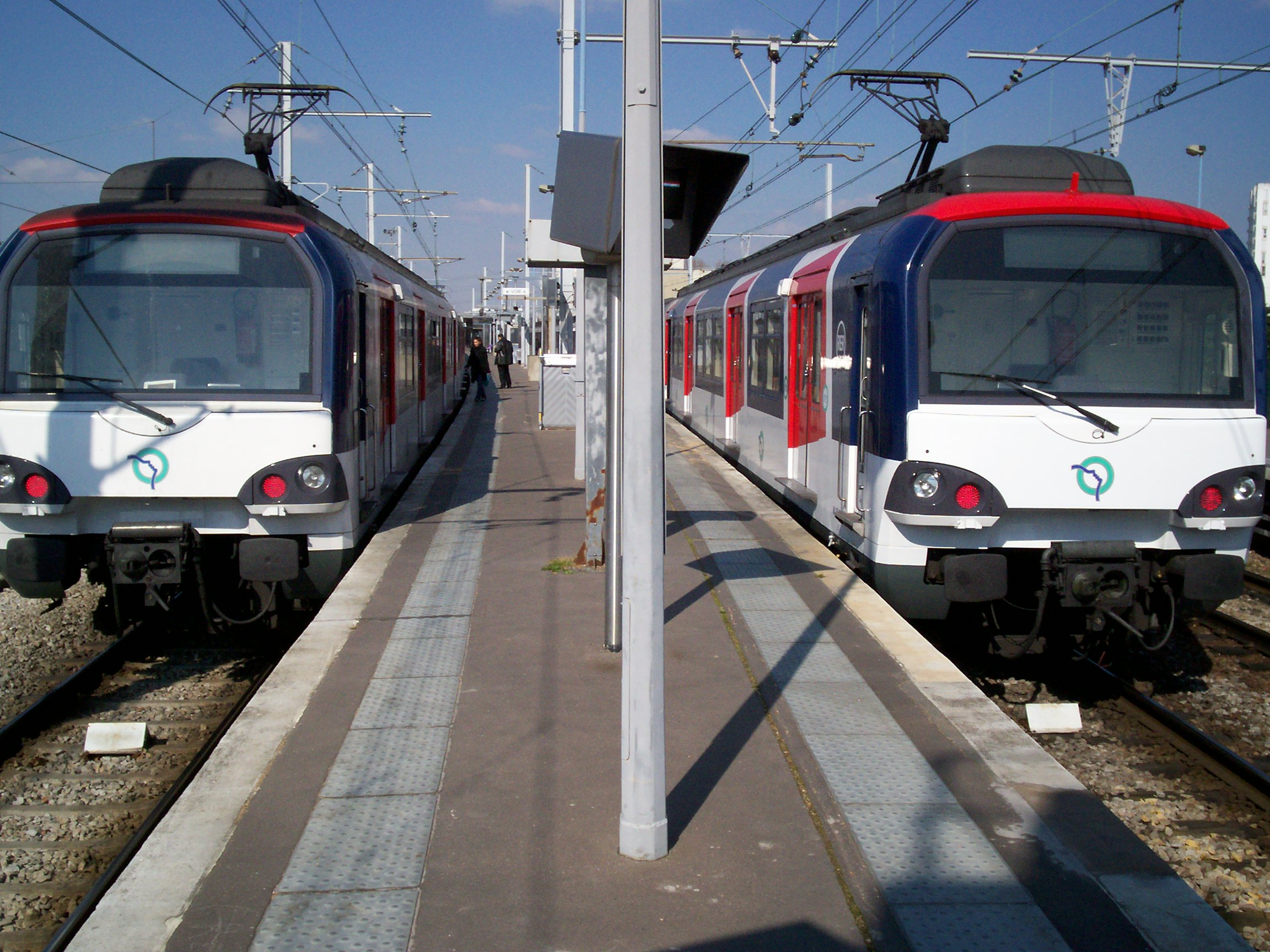
Twee treinen type MS 61 op het station, 2007

Boissy-Saint-Léger is een station in de Franse gemeente Boissy-Saint-Léger en het département Val-de-Marne.

## Geschiedenis
Het station is geopend op 8 juli 1874. Pas op 14 december 1969 werd Boissy-Saint-Léger onderdeel van het RER-netwerk

## Het station
Boissy-Saint-Léger is een bovengronds station en is onderdeel van het RER-netwerk en is tevens het eindpunt van de tak A2 van de RER A.

## Reizigers
Per dag reizen ongeveer 8.000 passagiers vanaf of tot het station.

## Dichtstbijzijnde punten
Het station ligt dicht bij Fôret de Notre-Dame.

## Vorig en volgend station
| Richting              | Vorig station | Lijn  | Volgend station | Richting    |
| --------------------- | ------------- | ----- | --------------- | ----------- |
| Saint-Germain-en-Laye | Sucy-Bonneuil | RER A | Eindpunt        | Eindpunt A2 |